# Canton de Cambrai
Le canton de Cambrai est une circonscription électorale française du département du Nord créée par le décret du 17 février 2014. Il tient lieu de circonscription d'élection des conseillers départementaux et entre en vigueur lors des élections départementales de 2015.

## Histoire
Un nouveau découpage territorial du Nord (département) entre en vigueur à l'occasion des premières élections départementales suivant le décret du 17 février 2014. Les conseillers départementaux sont, à compter de ces élections, élus au scrutin majoritaire binominal mixte. Les électeurs de chaque canton élisent au Conseil départemental, nouvelle appellation du Conseil général, deux membres de sexe différent, qui se présentent en binôme de candidats. Les conseillers départementaux sont élus pour 6 ans au scrutin binominal majoritaire à deux tours, l'accès au second tour nécessitant 12,5 % des inscrits au 1er tour. En outre la totalité des conseillers départementaux est renouvelée. Ce nouveau mode de scrutin nécessite un redécoupage des cantons dont le nombre est divisé par deux avec arrondi à l'unité impaire supérieure si ce nombre n'est pas entier impair, assorti de conditions de seuils minimaux. Dans le Nord, le nombre de cantons passe ainsi de 79 à 41.
Le canton de Cambrai est formé de communes des anciens cantons de Cambrai-Ouest (17 communes dont Cambrai), de Marcoing (4 communes) et de Cambrai-Est (7 communes dont Cambrai). Il est entièrement inclus dans l'arrondissement de Cambrai. Le bureau centralisateur est situé à Cambrai.

## Représentation
| Période élective | Période élective | Mandat | Mandat   | Identité        | Nuance | Nuance | Qualité |
| ---------------- | ---------------- | ------ | -------- | --------------- | ------ | ------ | --- |
| 2015             | 2021             | 2015   | en cours | Sylvie Labadens |        | DVD    | Infirmière scolaire Maire-adjointe de Cambrai chargée de l’Education Vice-présidente du Nord chargée des Relations internationales et des Relations européennes Ancienne conseillère générale du Canton de Cambrai-Ouest (2010-2015) |
| 2015             | 2021             | 2015   | en cours | Nicolas Siegler |        | DVD    | Juriste, chargé d’enseignements juridiques à l’Université de Lille, droit privé et sciences criminelles Vice-président du Nord chargé du Renouveau des Territoires Maire-adjoint de Cambrai chargé des Sports, de la Politique de la Ville, des Associations, de la Sécurité et de la Démocratie Locale Premier Vice-président du Service Départemental d’Incendie et de Secours 59 Ancien collaborateur de François-Xavier Villain Ancien conseiller général du Canton de Cambrai-Est (2011-2015) |
| 2021             | 2028             | 2021   | en cours | Sylvie Labadens |        | DVD    | Conseillère sortante |
| 2021             | 2028             | 2021   | en cours | Nicolas Siegler |        | DVD    | Conseiller sortant, Vice-Président du conseil départemental (aménagement du territoire) |

### Résultats détaillés

#### Élections de mars 2015
À l'issue du 1er tour des élections départementales de 2015, deux binômes sont en ballottage : Sylvie Labadens et Nicolas Siegler (Union de la Droite, du Centre et des Non-Inscrits, 46,46 %) et Thierry Basquin et Louise-Marie Lemaire (FN, 31,3 %). Le taux de participation est de 46,75 % (19 503 votants sur 41 721 inscrits) contre 46,81 % au niveau départemental et 50,17 % au niveau national.
Au second tour, Sylvie Labadens et Nicolas Siegler (Union de la Droite) sont élus avec 64,75 % des suffrages exprimés et un taux de participation de 46,47 % (11 523 voix pour 19 386 votants et 41 721 inscrits).

#### Élections de juin 2021
Le premier tour des élections départementales de 2021 est marqué par un très faible taux de participation (33,26 % au niveau national). Dans le canton de Cambrai, ce taux de participation est de 30,57 % (12 689 votants sur 41 508 inscrits) contre 30,39 % au niveau départemental. À l'issue de ce premier tour, deux binômes sont en ballottage : Sylvie Labadens et Nicolas Siegler (Union à droite, 53,23 %) et Marguerite Cholin et Bruno Delahaye (RN, 25,61 %).
Le second tour des élections est marqué une nouvelle fois par une abstention massive équivalente au premier tour. Les taux de participation sont de 34,36 % au niveau national, 31,01 % dans le département et 30,81 % dans le canton de Cambrai. Sylvie Labadens et Nicolas Siegler (Union à droite) sont élus avec 72,07 % des suffrages exprimés (8 568 voix pour 12 790 votants et 41 516 inscrits),,.

## Composition
Le canton de Cambrai comprend vingt-sept communes entières.
| Nom                             | Code Insee | Intercommunalité | Superficie (km2) | Population (dernière pop. légale) | Densité (hab./km2) | Modifier                                    |
| ------------------------------- | ---------- | ---------------- | ---------------- | --------------------------------- | ------------------ | ------------------------------------------- |
| Cambrai (bureau centralisateur) | 59122      | CA de Cambrai    | 18,18            | 31 568 (2022)                     | 1 736              | modifier les données · modifier les données |
| Abancourt                       | 59001      | CA de Cambrai    | 5,67             | 450 (2022)                        | 79                 | modifier les données · modifier les données |
| Anneux                          | 59010      | CA de Cambrai    | 5,44             | 256 (2022)                        | 47                 | modifier les données · modifier les données |
| Aubencheul-au-Bac               | 59023      | CA de Cambrai    | 3,20             | 535 (2022)                        | 167                | modifier les données · modifier les données |
| Bantigny                        | 59048      | CA de Cambrai    | 3,17             | 499 (2022)                        | 157                | modifier les données · modifier les données |
| Blécourt                        | 59085      | CA de Cambrai    | 3,58             | 309 (2022)                        | 86                 | modifier les données · modifier les données |
| Boursies                        | 59097      | CA de Cambrai    | 7,62             | 376 (2022)                        | 49                 | modifier les données · modifier les données |
| Cuvillers                       | 59167      | CA de Cambrai    | 2,83             | 187 (2022)                        | 66                 | modifier les données · modifier les données |
| Doignies                        | 59176      | CA de Cambrai    | 7,40             | 323 (2022)                        | 44                 | modifier les données · modifier les données |
| Escaudœuvres                    | 59206      | CA de Cambrai    | 6,64             | 3 180 (2022)                      | 479                | modifier les données · modifier les données |
| Estrun                          | 59219      | CA de Cambrai    | 2,82             | 721 (2022)                        | 256                | modifier les données · modifier les données |
| Eswars                          | 59216      | CA de Cambrai    | 2,78             | 360 (2022)                        | 129                | modifier les données · modifier les données |
| Fontaine-Notre-Dame             | 59244      | CA de Cambrai    | 10,52            | 1 759 (2022)                      | 167                | modifier les données · modifier les données |
| Fressies                        | 59255      | CA de Cambrai    | 4,73             | 573 (2022)                        | 121                | modifier les données · modifier les données |
| Haynecourt                      | 59294      | CA de Cambrai    | 5,92             | 305 (2022)                        | 52                 | modifier les données · modifier les données |
| Hem-Lenglet                     | 59300      | CA de Cambrai    | 4,94             | 552 (2022)                        | 112                | modifier les données · modifier les données |
| Mœuvres                         | 59405      | CA de Cambrai    | 7,38             | 493 (2022)                        | 67                 | modifier les données · modifier les données |
| Neuville-Saint-Rémy             | 59428      | CA de Cambrai    | 2,37             | 3 909 (2022)                      | 1 649              | modifier les données · modifier les données |
| Paillencourt                    | 59455      | CA de Cambrai    | 7,56             | 1 022 (2022)                      | 135                | modifier les données · modifier les données |
| Proville                        | 59476      | CA de Cambrai    | 6,31             | 3 167 (2022)                      | 502                | modifier les données · modifier les données |
| Raillencourt-Sainte-Olle        | 59488      | CA de Cambrai    | 7,09             | 2 104 (2022)                      | 297                | modifier les données · modifier les données |
| Ramillies                       | 59492      | CA de Cambrai    | 5,11             | 588 (2022)                        | 115                | modifier les données · modifier les données |
| Sailly-lez-Cambrai              | 59521      | CA de Cambrai    | 3,28             | 416 (2022)                        | 127                | modifier les données · modifier les données |
| Sancourt                        | 59552      | CA de Cambrai    | 3,88             | 197 (2022)                        | 51                 | modifier les données · modifier les données |
| Thun-l'Évêque                   | 59593      | CA de Cambrai    | 5,69             | 777 (2022)                        | 137                | modifier les données · modifier les données |
| Thun-Saint-Martin               | 59595      | CA de Cambrai    | 6,03             | 542 (2022)                        | 90                 | modifier les données · modifier les données |
| Tilloy-lez-Cambrai              | 59597      | CA de Cambrai    | 3,32             | 695 (2022)                        | 209                | modifier les données · modifier les données |
| Canton de Cambrai               | 5909       |                  | 153,46           | 55 863 (2022)                     | 364                | modifier les données                        |

## Démographie
En 2022, le canton comptait 55 863 habitants, en évolution de −2,08 % par rapport à 2016 (Nord : +0,51 %, France hors Mayotte : +2,11 %).
| 2013   | 2018   | 2022   |
| ------ | ------ | ------ |
| 57 413 | 56 822 | 55 863 |